# Lautaro Acosta
Lautaro Acosta (ur. 14 marca 1988, w Glew, Almirante Brown Partido) – argentyński piłkarz występujący na pozycji napastnika w CA Lanús.
Występował w klubach takich jak: Sevilla FC, Racing Santander czy CA Boca Juniors.
Zawodnik reprezentacji Argentyny U-20, z którą zdobył mistrzostwo świata na turnieju w Kanadzie. W 2008 roku został powołany do reprezentacji U-23, prowadzonej przez Sergio Batistę na Igrzyska Olimpijskie w Pekinie, gdzie Argentyna zdobyła złoty medal.